# Gary Williams (Basketballtrainer, 1953)
Gary Leroy Williams (* 1953) ist ein US-amerikanischer Basketballtrainer.

## Leben
Williams führte die Damen des TV Bensberg 2001 zum Aufstieg in die 1. Damen-Basketball-Bundesliga und betreute die Bensbergerinnen dann im Spieljahr 2001/02 auch in der ersten Liga. Im Sommer 2002 kam es zur Trennung zwischen Williams und dem TV Bensberg.
Er war Trainer der Oberligamannschaft des Hürther BC, Mitte Dezember 2003 trat er erneut das Traineramt beim Damen-Bundesligisten TV Bensberg (RegioBerg BasCats) an. Er blieb bis zum Ende der Saison 2003/04 im Amt.
Von Februar 2006 bis Saisonende 2005/06 betreute er die BSG Ludwigsburg in der Damen-Bundesliga.
In der Saison 2006/07 war Williams Trainer des luxemburgischen Männer-Erstligisten AS Soleuvre. Später arbeitete er beim TSV Grünberg und betreute die Damen des FC Bayern München.
In der Sommerpause 2010 wurde er als neuer Trainer des Damen-Zweitligisten BBZ Opladen vorgestellt. Er blieb bis zum Ende der Saison 2010/11 in Opladen im Amt. Später übernahm er das Traineramt beim Damen-Regionalligisten Hürther BC.